# Ethnobotanik

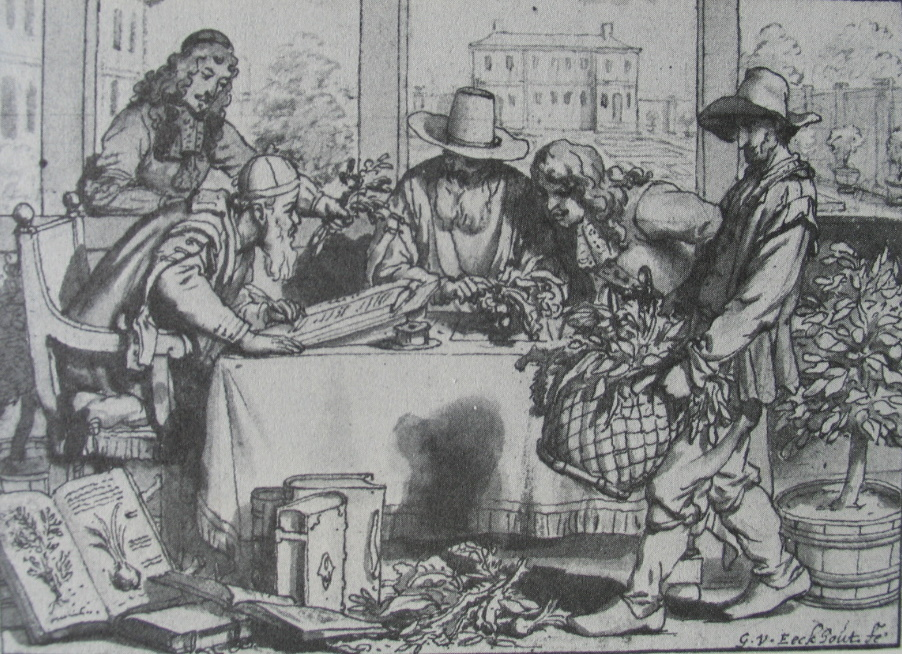
Botaniker bei der Arbeit (Zeichnung von Gerbrand van den Eeckhout um 1650)

Ethnobotanik und Ethnopharmakologie sind Wissenschaften von Pflanzen (Botanik) in Bezug auf ihre Verwendung durch den Menschen: als Nutz- oder Arzneipflanzen (Pflanzenheilkunde, Volksmedizin) und im Brauchtum, besonders bei vorindustriellen ethnischen Gruppen und indigenen Völkern. Die Bezeichnung Ethnobotanik wurde erstmals 1895 vom amerikanischen Botaniker John William Harshberger verwendet. Als „Vater der Ethnobotanik“ gilt Richard E. Schultes (1915–2001), eine Koryphäe auf dem Gebiet der halluzinogenen und medizinisch nutzbaren Pflanzen. Der Biologe und Bewusstseinsforscher Terence McKenna (1946–2000) gilt als Wegbereiter der Ethnopharmakologie, sein Schwerpunkt waren schamanische Techniken.

## Aufgabenstellung
Aufgabe der Ethnobotanik ist die Entdeckung und Erforschung von für den Menschen wertvollen Pflanzen und Werkstoffen; sie widmet sich aber auch der Ernährung, Biochemie, Gesundheit und anderen lebenswichtigen Bestandteilen des menschlichen Lebens in Bezug auf die Pflanzenwelt (Flora). Sie verwendet daher sowohl Methoden der Botanik wie der Ethnomedizin oder der Medizinanthropologie (siehe auch Ethnopharmazie). Sie untersucht beispielsweise den medizinischen oder rituellen Einsatz der Pflanzen und Tiere sowie den soziokulturellen Hintergrund der Benutzung.
Die Ethnopharmakologie untersucht auch entheogene Drogen, die in Verbindung mit Schamanismus eingesetzt werden.

## Bekannte Ethnobotaniker und Ethnopharmakologen
- Adolfo Andrade-Cetto (* 1964), mexikanischer Ethnopharmakologe (Pflanzen für Diabetes), UNAM Mexico
- Markus Berger (* 1974), deutscher Sachbuchautor und Ethnobotaniker
- Eunike Grahofer (* 1975), österreichische Kräuterpädagogin, Ethnobotanikerin und Sachbuch-Autorin
- John William Harshberger (1869–1929), US-amerikanischer Botaniker und Mykologe
- Michael Heinrich (* 1957), deutscher pharmazeutischer Biologe
- Dennis und Terence McKenna (1946–2000), US-amerikanischer Sprachwissenschaftler, Biologe, Bewusstseinsforscher, Wegbereiter der Ethnopharmakologie (schamanische Techniken)
- Katharine Luomala (1907–1992), US-amerikanische Ethnologin, Ethnobotanikerin und Mythographin
- Jeremy Narby (* 1959), kanadischer Anthropologe (Die kosmische Schlange zu Ayahuasca)
- Cassandra Quave (* 1978), US-amerikanische Ethnobotanikerin (Emory University)[2][3]
- Christian Rätsch (1957–2022), deutscher Altamerikanist und Ethnopharmakologe (kulturelle Nutzung psychoaktiver Pflanzen und Pilze im Schamanismus)
- Richard Evans Schultes (1915–2001), US-amerikanischer Biologe, „Vater der Ethnobotanik“ (halluzinogene und medizinisch nutzbare Pflanzen)
- Wolf-Dieter Storl (* 1942), deutschamerikanischer Kulturanthropologe, Ethnobotaniker und Sachbuchautor
- Joachim Sterly (1926–2001), deutscher Ethnologe, gründete 1970 „Arbeitsgemeinschaft Ethnomedizin“ (AGEM), Zeitschrift Ethnomedizin/Curare
- Alain Touwaide (* 1953), belgischer Historiker der Medizin und Naturwissenschaften
- Arthur Whistler (1944–2020), US-amerikanischer Ethnobotaniker (pazifische Inselwelt)